# Astor Place Theatre
El Astor Place Theatre (en inglés: Teatro Astor Place) es un teatro del circuito off-Broadway ubicado en el 434 de Lafayette Street en el barrio del NoHo en Manhattan, Nueva York. El teatro se ubica en el histórico Colonnade Row, construido originalmente en 1831 como una serie de nueve edificios conectados de los que sólo se mantienen cuatro. Aunque tiene el mismo nombre, no es el sitio de los disturbios de Astor Place de 1849.
Diseñado en estilo neogriego y con una fachada conformada por imponentes columnas de mármol, los edificios fueron residencias para las familias Astor y Vanderbilt, y se encuentra entre las estructuras más antiguas de la ciudad. Fueron declaradas como monumentos históricos de la ciudad en 1963.
Bruce Mailman compró el edificio en 1965. El 17 de enero de 1968, el teatro abrió con la obra de Israel Horovitz The Indian Wants the Bronx protagonizada por un joven Al Pacino. Desde entonces, ha ganado reputación por presentar trabajos de aspirantes y, frecuentemente, obras de dramaturgos experimentales, incluyendo Tom Eyen (Women Behind Bars, The Dirtiest Show in Town) y John Ford Noonan (A Couple White Chicks Sitting Around Talking). Escritores consagrados como  Terrence McNally (Bad Habits), A.R. Gurney (The Dining Room, The Perfect Party) y Larry Shue (The Foreigner) también han presentado obras ahí. El musical Jacques Brel is Alive and Well and Living in Paris tuvo una exitosa temporada en 1974.
Desde 1991, el teatro ha sido la sede del Blue Man Group, quien compró el teatro en el 2001.